# Дюбрар
Дюбрар (азерб. Dübrar) или Келаны (Кёланы, Коланы; азерб. Kolanı) — горная вершина в Азербайджане, расположенная на Главном Кавказском хребте, к северо-западу от Апшеронского полуострова. Высота — 2205 м.

## Описание
Гора сложена из неокомской глины и верхне-мелового известняка, мергеля и конгломератов. Ландшафт местнности горно-луговой. К востоку от Дюбрара от Главного Кавказского хребта отходят ответвления. Вблизи Дюбрара расположен исток реки Атачай.